# Nicolas Godin
Nicolas Godin nació el 25 de diciembre de 1969 en Le Chesnay, Versalles (Isla de Francia / Francia), cerca de París. Es más  conocido por ser parte del dúo de música electrónica Air.

## Inicios
Estudió arquitectura antes de seguir una carrera como músico profesional en el dúo Air. En la década de 1980, formó con Jean-Benoît Dunckel y otros músicos, el grupo Orange Group.
También estuvo tocando en una banda llamada Rainbow Brothers.